# Seznam etiopskih kardinalov
Seznam etiopskih kardinalov
- Berhaneyesus Demerew Souraphiel
- Paulos Tzadua
- (Guglielmo Massaia)